# Gan HaShlosha
Gan HaShlosha (hebreiska: גן השלשה) är en nationalpark i Israel.   Den ligger i distriktet Norra distriktet, i den nordöstra delen av landet.